# Habitation La Joséphine
L'habitation La Joséphine est une ancienne plantation coloniale située à Saint-Claude à Basse-Terre dans le département de la Guadeloupe en France. Fondée au XIXe siècle comme exploitation agricole, elle est inscrite aux monuments historiques en 1987 puis classée en 1993.

## Historique
La Joséphine est initialement une habitation agricole située à 700 mètres d'altitude – près du saut de Matouba –, dédiée principalement à la culture du café et des bananes, fondée par la famille maternelle (les Le Dentu—Dormoy) de l'écrivain français Saint-John Perse qui y vécut durant l'été dans son enfance et inspira profondément son œuvre poétique (en particulier l'ensemble poétique « Pour fêter une enfance » paru en 1910 dans le recueil Éloges). 
Jacqueline Kennedy vint en 1967 à La Joséphine, sur les traces du poète, et lui rapporta un morceau de lance de la grille en fer forgé du cimetière familial de la demeure alors en ruine à la suite du passage d'un ouragan en 1964.

## Protection patrimoniale
En 1987, La Joséphine est inscrite aux monuments historiques puis classée le 5 janvier 1993.